# (4626) Плисецкая
(4626) Плисецкая (лат. Plisetskaya) — типичный астероид главного пояса, открыт 23 декабря 1984 года советским астрономом Людмилой Карачкиной в Крымской астрофизической обсерватории и 4 июня 1993 года назван в честь советской и российской балерины Майи Плисецкой.

## Обнаружение и именование
(4626) Плисецкая
Открыт 23 декабря 1984 года в Научном Л. Г. Карачкиной.
Назван в честь блестящей балерины Майи Михайловны Плисецкой.
Оригинальный текст (англ.)4626 Plisetskaya
Discovered 1984-12-23 by Karachkina, L. G. at Nauchnyj.
Named for the brilliant ballet-dancer Majya Mikhailovna Plisetskaya.
Источники: DISCOVERY.DB; M.P.C. 22247.

## Орбита

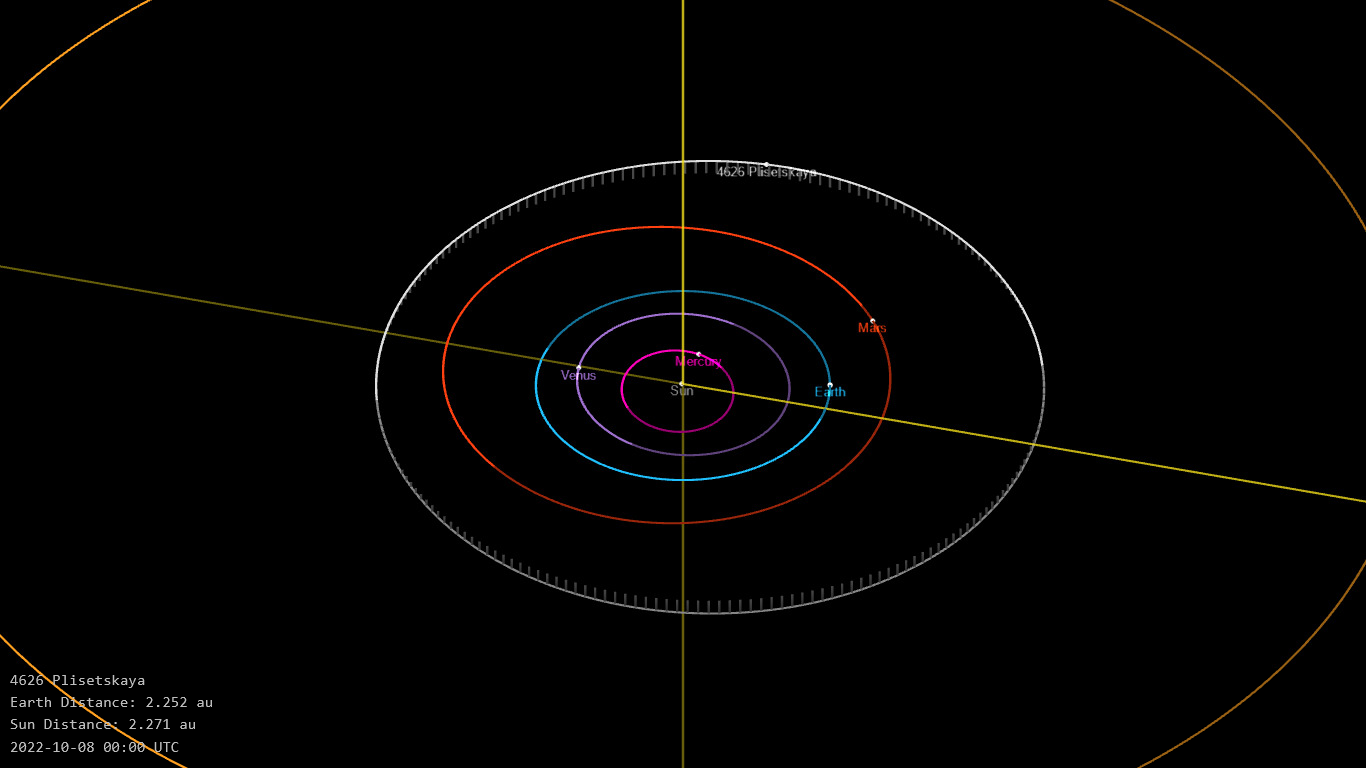
Орбита астероида Плисецкая и его положение в Солнечной системе

## Физические характеристики
Астероид относится к таксономическому классу S.
По результатам наблюдений в видимом и ближнем инфракрасном диапазоне космического телескопа NEOWISE диаметр астероида сначала оценивался равным 5,110±0,075 км, позже — 4,730±0,072 км. Согласно тем же источникам альбедо оценивается как 0,4700±0,0634 и 0,553±0,068.